# BM-14

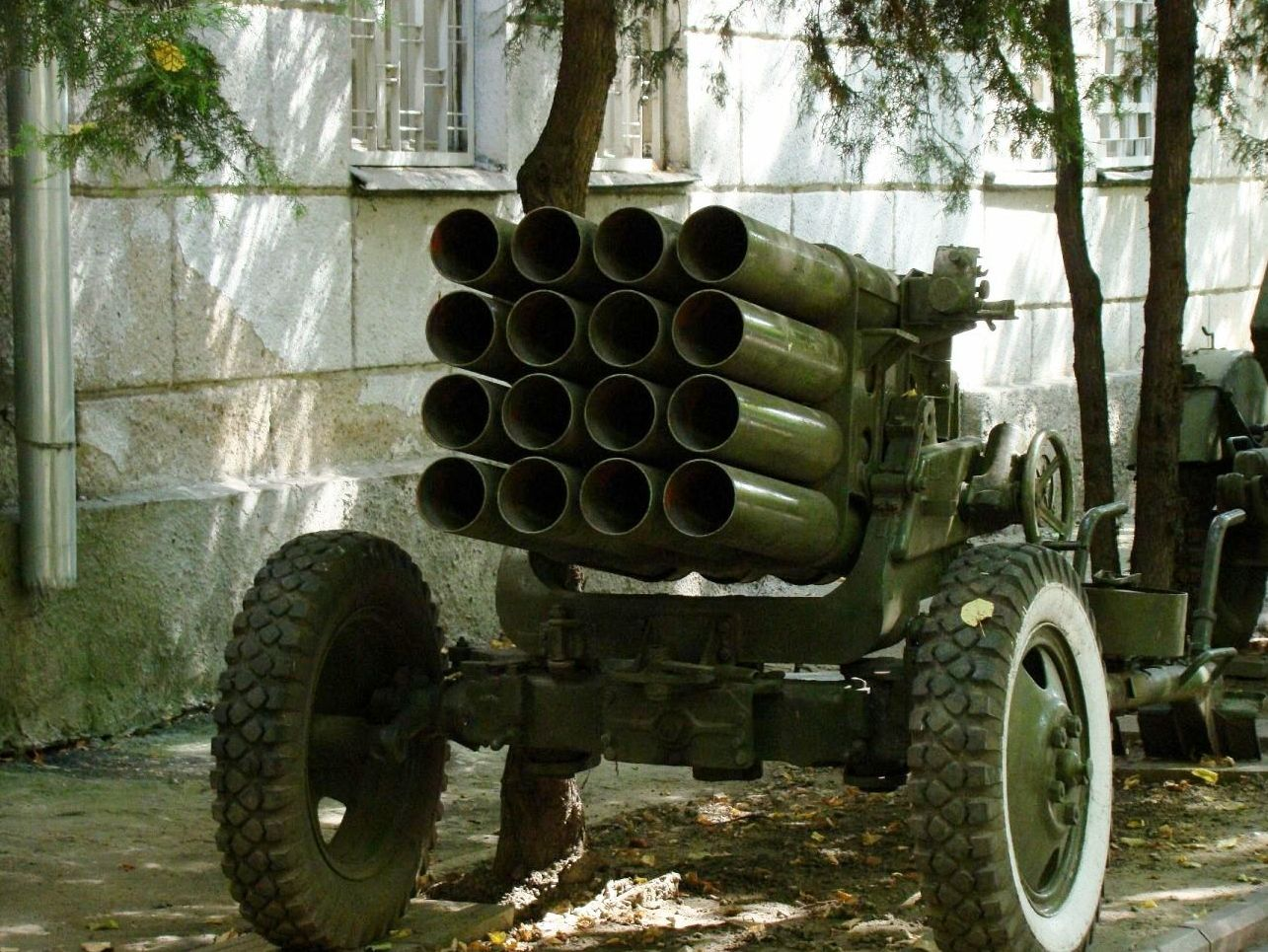
RPU-14 (牽引型)

BM-14（ロシア語：БМ-14）は、ソ連で開発された140mm多連装ロケット砲である。第二次世界大戦中に赤軍が使用していたBM-8/BM-13 カチューシャの後継となるべき兵器として開発された。

## 概要

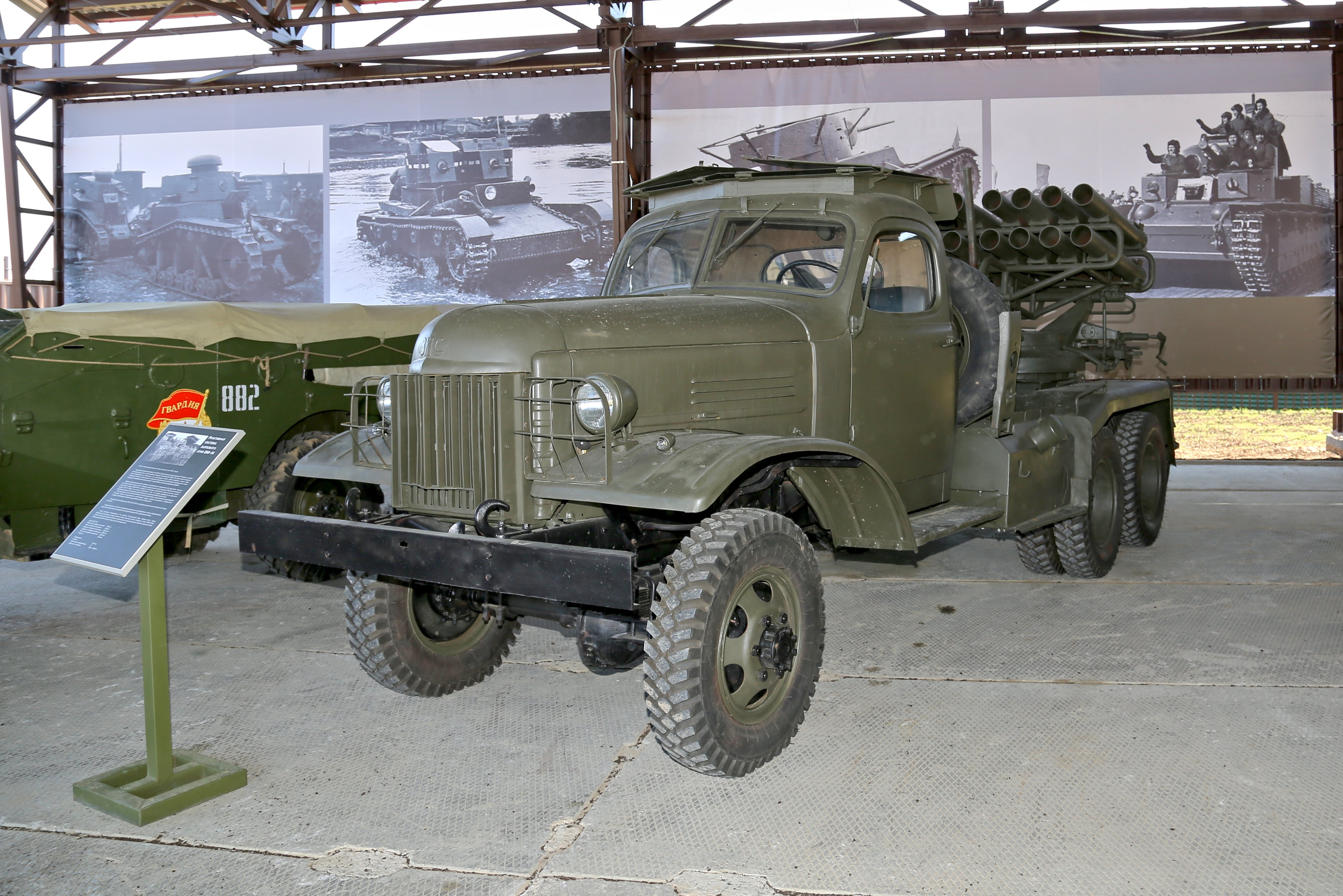
BM-14

ロケット弾は、16-17連装の発射器から発射され、10kmまでの射程をもち、弾頭重量は8kg。一般的な破砕性弾頭以外にも化学兵器を充填した弾頭を発射可能。
ロケット弾は無誘導であり、精密な照準は行えないが、BM-13と同じく面制圧兵器としては効果的であった。
BM-14は、BM-8/BM-13 カチューシャの代替として使用されていたが、ソ連軍では1963年以降は順次新型の122mm口径BM-21に更新されて退役した。
ソ連以外ではキューバやアルジェリアなどが装備し、アルジェリアは1993年からのアルジェリア内戦で使用されている。
正規軍以外でも世界中のゲリラ組織がBM-21と共に使用しており、レバノンのヒズボラやアフガニスタンのタリバン、イラクの武装組織などが使用している模様。

## 派生型
BM-14（8U32）
16連装（8列×上下2段）発射機をZiS-151トラックに搭載したモデル。1952年制式。BM-14-16とも呼ばれる。
BM-14M（2B2）
同じ発射機をZIL-157トラックに搭載したモデル。
BM-14MM（2B2R）
同発射機の最終型で、ZIL-131トラックに搭載したモデル。
BM-14-17（8U35）
17連装（8列+9列）発射機をGAZ-63Aトラックに搭載したモデル。1959年開発。同じ発射機はシュメーリ型 (1204号計画型) 砲艇など、小型船舶の武装としても使用された。
RPU-14（8U38）
被牽引型の16連装モデルで、台車はD-44 85mm野砲のものを原型としている。ロシア空挺軍に採用されたが、BM-21V グラートVによって置き換えられた。

## 運用国

### 現用
- エジプト - 2024年時点で、エジプト陸軍が32両のBM-14を保有[1]。